# 180824 Kabos
180824 Kabos è un asteroide della fascia principale. Scoperto nel 2005, presenta un'orbita caratterizzata da un semiasse maggiore pari a 2,2158876 UA e da un'eccentricità di 0,1288977, inclinata di 6,23475° rispetto all'eclittica.